# Fernando Haykuens
Fernando Haykuens o Haykens (¿? - Valladolid, 24 de mayo de 1818) fue un compositor y maestro de capilla español.

## Vida
Se desconoce el origen o la formación del maestro Haykuens. Es posible que aprendiese música con su padre, músico instrumentista, para el que solicitó en la Catedral de Orihuela una plaza de acogido a la capilla de música.
Las primeras noticias que se tienen de él son de su estancia en Orihuela, donde ganó en 1782 la plaza de oboe y flautista en la Catedral. Permaneció en la ciudad nueve años, hasta 1791.
Tras la jubilación en 1790 del maestro Sebastián Tomás, el cabildo de la Catedral de Valladolid convocó unas oposiciones para ocupar la vacante. Se presentaron en mayo/junio de 1791 nada menos que 12 candidatos, además de Haykuens, que aún estaba en Orihuela: Juan Ezequiel Fernández, maestro de capilla de la Catedral de Santander; Pedro Antonio Compta y Batllés, músico de la Catedral de Barcelona; Manuel Ibeas, maestro de capilla de la Colegiata de Talavera; Vicente Fernández, músico de la Catedral de Zaragoza; Antonio Juanas, maestro de capilla de la Colegiata de Alcalá de Henares; Babil de Hurralde, organista de la Colegiata de Alfaro; Francisco Pérez Gaya, organista de San Juan de la Peña; Gaspar Schmidt, organista de la Catedral de Tuy; Francisco Quiroga, maestro de capilla de la Catedral de Orense; además de Vicente Moreno y Diego Antonio, de los que no se da oficio. El juez de los exámenes fue Luis Blasco, maestro de capilla de la Catedral de Zamora. Su calificación fue en primer lugar Haykuens, segundo Compta y tercero Ibeas. En la votación final, el cabildo dio a Haykuens catorce votos y a Compta y Juan Ezequiel Fernández uno cada uno.
En 1807 se presentó sin éxito a las oposiciones del magisterio de la Catedral de Málaga. Participaron doce candidatos: Juan Bros, maestro de la Catedral de León; Luis Blasco, maestro de la Catedral de Zamora; Vicente Palacios, maestro de la Catedral de Granada; Francisco Balius, maestro de la Catedral de Solsona; Rafael Compta, maestro de la Catedral de Gerona; Dionisio Rodriguez, maestro de la Colegiata de Castellar; Antonio Cantero, maestro de la Colegiata de Úbeda; Luis Rodriguez Infante, maestro de los seises de la Catedral de Sevilla; Fernando Haykuens, maestro de la Catedral de Valladolid; José Morata, maestro de la Colegiata de San Felipe; Vicente Fernández, maestro del Pilar de Zaragoza; Francisco Molle, anterior maestro de la Catedral de Ceuta.

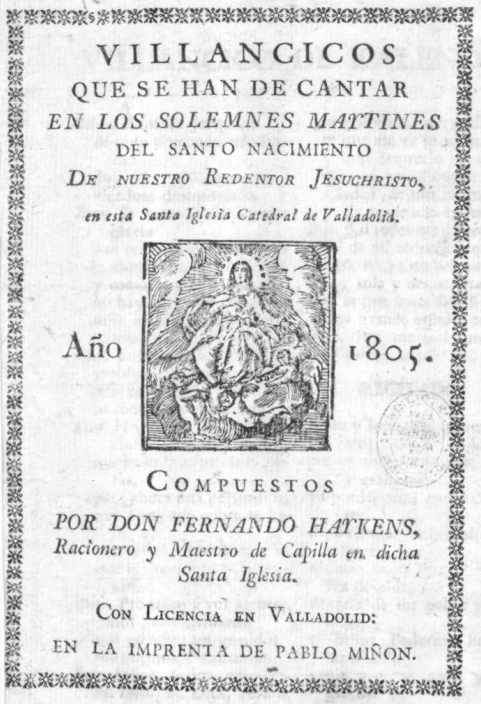
Villancicos de Fernando Haykens de 1805.

El 2 de mayo de 1808 las tropas napoleónicas ocupaban España y formaban un nuevo gobierno bajo José I Bonaparte. Las iglesias españolas que ya venían sufriendo la crisis económica y un empobrecimiento, sufrieron numerosos robos y una fuerte desestabilización y decadencia. Haykuens mantuvo el magisterio vallisoletano durante todo este tiempo, permaneciendo en el cargo hasta su muerte en Valladolid, el 24 de mayo de 1818. En su testamento dejaba a la catedral las composiciones necesarias para el culto mientras el cargo estuviese vacante, toda su biblioteca de música, un oboe y un fagot:

También quiero y es mi voluntad dejar a la santa iglesia de esta dicha ciudad toda la música necesaria para el rezo de las funciones interim dure mi vacante y si gustase dicho cabildo quedarse con algunas piezas para lo sucesivo pueda elegirlas a su arbitrio. Igualmente quiero y es mi voluntad dejar como dejo a la capilla todo lo necesario para el cumplimiento de sus funciones interim dicha vacante, entregándose todo bajo inventario.

## Obra
Toda la obra de Haykuens es de carácter litúrgico, tanto en latín: misas, salmos, lamentaciones, himnos, motetes; como villancicos y gozos en castellano. Fue un compositor muy prolífico, con casi 400 composiciones, de las que se conservan obras en la Catedral de Valladolid y en las de Orihuela, Astorga Palencia y Burgos.